# Medina (Minnesota)
Medina é uma cidade localizada no estado americano do Minnesota, no Condado de Hennepin.

## Demografia
Segundo o censo americano de 2000, a sua população era de 4005 habitantes.
Em 2006, foi estimada uma população de 4897, um aumento de 892 (22.3%).

## Geografia
De acordo com o United States Census Bureau tem uma área de 69,6 km², dos quais 66,2 km² cobertos por terra e 3,4 km² cobertos por água.

## Localidades na vizinhança
O diagrama seguinte representa as localidades num raio de 12 km ao redor de Medina.